# برينت إف. أندرسون
برينت إف. أندرسون هو مهندس وسياسي أمريكي، ولد في 15 أكتوبر 1932 في ويست فالي سيتي في الولايات المتحدة، وتوفي في 18 يونيو 2013 في يوتا في الولايات المتحدة.